# Lycée Saint-Louis-de-Gonzague

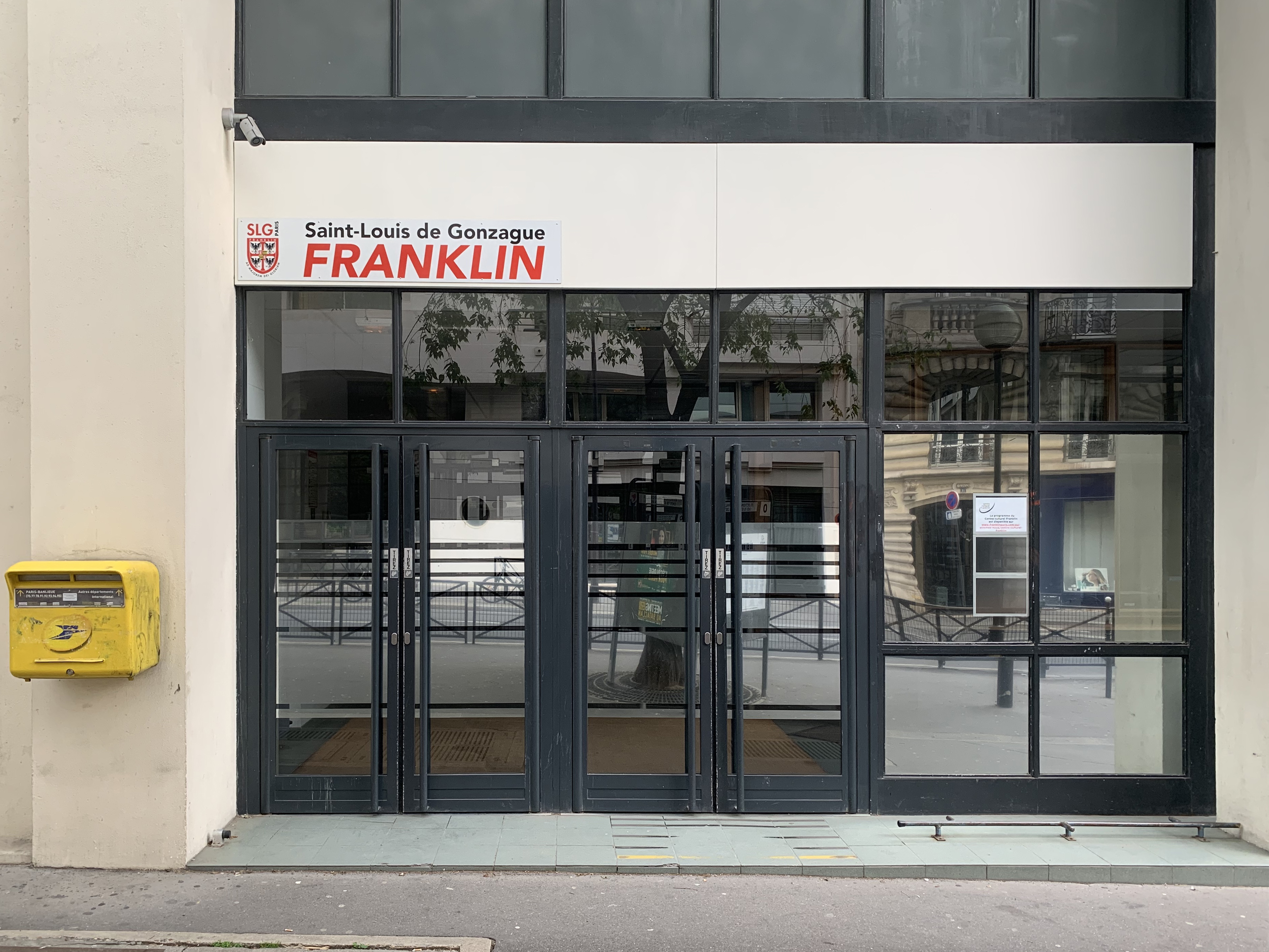
Lycée Saint-Louis-de-Gonzague

Lycée Saint-Louis-de-Gonzague to prywatna katolicka placówka edukacyjna na podstawie umowy stowarzyszeniowej z państwem, potocznie nazywana „Franklin” w odniesieniu do ulicy, przy której się znajduje, w 16. dzielnicy Paryża. Założona w 1894 r. znajduje się pod opieką jezuitów i prowadzi edukację od przedszkola do klas przygotowawczych. Znany jest z doskonałości akademickiej.
Większość studentów decyduje się kontynuować naukę w klasach przygotowawczych, takich jak Lycée privé Sainte-Geneviève, Collège Stanislas lub Lycée Janson-de-Sailly. Następnie zwykle trafiają do czołowych francuskich Grande École, takich jak HEC Paris, ESSEC, ESCP (na studiach dotyczących biznesu i zarządzania) lub École Polytechnique, CentraleSupélec (na studiach inżynieryjnych i ścisłych). Franklin ma również wysoki wskaźnik akceptacji w Sciences Po Paris, gdzie studenci studiują w zakresie polityki publicznej i nauk społecznych. Studenci, którzy chcą studiować prawo, są zwykle przyjmowani na Université Paris-Panthéon-Assas lub, w przypadku dyplomu medycznego, na Université Paris Cité, które są uważane za najlepsze we Francji w swojej dziedzinie.

## Znani absolwenci
- Pierre de Chevigné, francuski wojskowy i polityk
- Bruno Le Maire, francuski polityk i samorządowiec